# Pont de la Margineda

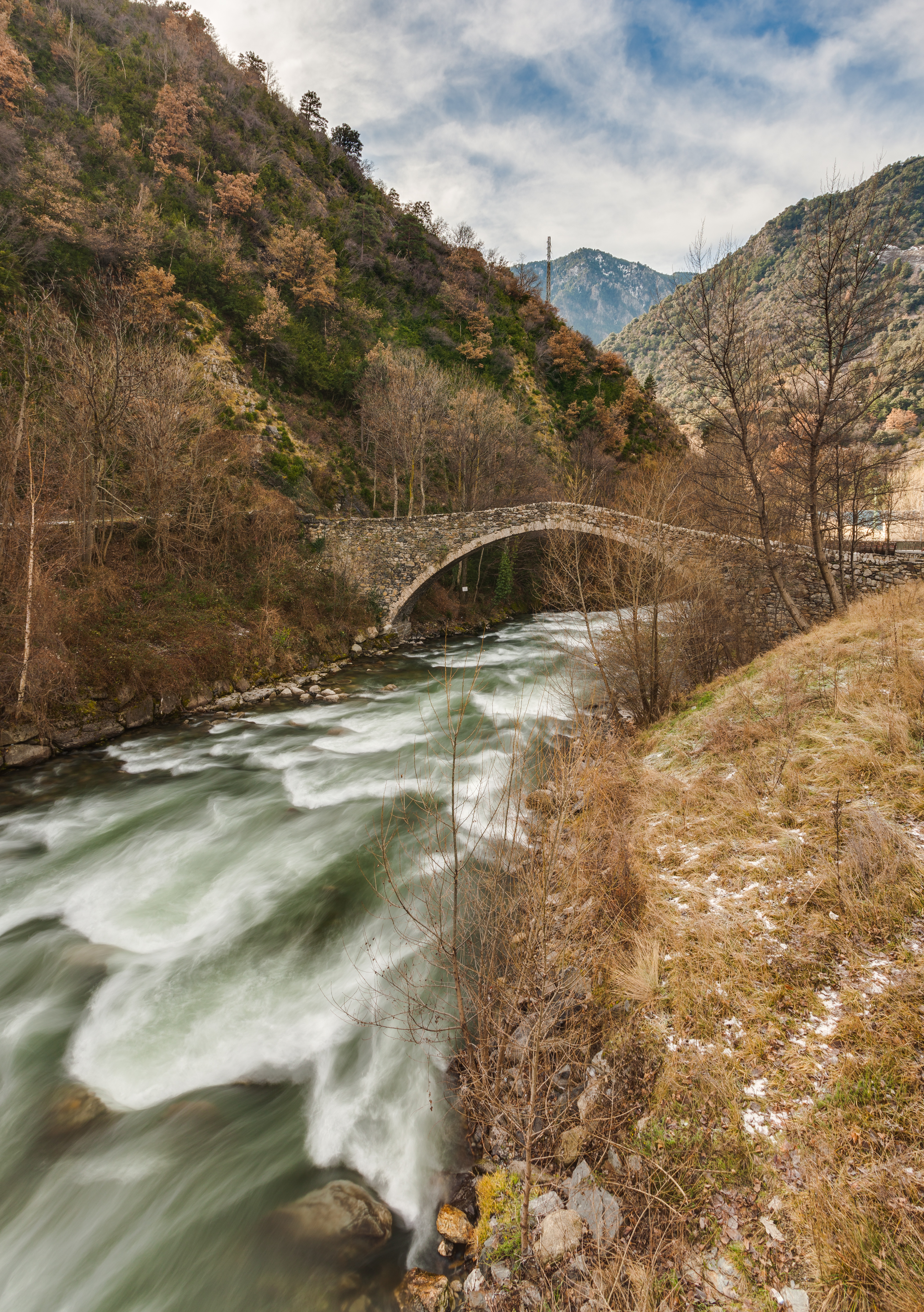
Pont de la Margineda

Die Pont de la Margineda (deutsch Brücke von Margineda) im Ortsteil La Margineda ist die älteste Brücke im Gemeindegebiet von Sant Julià de Lòria und auch die größte Brücke im ganzen Fürstentum Andorra. 
Die im 14. Jahrhundert erbaute Bogenbrücke ist fast zehn Meter breit, rund 33 Meter lang und überbrückt den Fluss Gran Valira. Sie gilt als Beispiel für die Ingenieurskunst der vergangenen Jahrhunderte. Die für den normalen Straßenverkehr gesperrte Brücke wurde in den letzten Jahren regelmäßig renoviert und ist heute eine reine Fußgängerbrücke, die La Margineda mit der Pfarrgemeinde Sant Julià de Lòria verbindet. Neben der Brücke befindet sich eine Skulptur, ein Werk des valencianischen Künstlers Vincente Alfaro, das zum Gedenken an den ersten Kongress der katalanischen Sprache und Literatur 1906 errichtet wurde.
Die Brücke ist auf Grundlage des Gesetzes über das kulturelle Erbe Andorras (Llei del patrimoni cultural d’Andorra) vom 12. Juni 2003 als Denkmal geschützt. Eine baugleiche kleinere Bogenbrücke aus dem 15. Jahrhundert, die Pont de Sant Antoni de la Grella, befindet sich in La Massana.